# Kouzelná Beruška a Černý kocour (5. řada)
Pátá řada počítačem animovaného seriálu Kouzelná Beruška a Černý kocour je pokračování čtvrté řady tohoto seriálu.
17. května 2017 byl seriál prodloužen o čtvrtou a pátou řadu. Pátá řada měla světovou premiéru 13. června 2022 v Brazílii na stanici Gloob. Ve Francii měla premiéru 24. října 2022 na stanici TF1. V Česku měla premiéru 21. listopadu 2022 na stanici Disney Channel. Řada má celkem 27 dílů.

## Děj
Beruška ztratila všechna mirákula a kwami kromě svého a Kocourova mirákula. Stínový Lišaj, nyní Monarch, nebyl nikdy tak blízko vítězství. Nyní může dát akumatizovaným osobám kouzelné schopnosti a vytvořit ultramocné superpadouchy. Ale naši hrdinové, kteří budou opět spolupracovat ve dvou, budou jednotnější než kdy jindy. Tato nová zkouška hluboce poznamená jejich vztah i jejich soukromý život. Nic nebude jako dřív.

## Obsazení

### Hlavní postavy
- Anouck Hautbois jako Marinette Dupain-Chengová / Kouzelná Beruška / Černá kočka / Černá Beruška
- Benjamin Bollen jako Adrien Athanase Agreste / Černý kocour / Černý králík / Berušák
- Antoine Tomé jako Gabriel Agreste / Monarcha / Monarušák
- Marie Nonnenmacher jako Tikki
- Thierry Kazazian jako Plagg

### Vedlejší postavy
- Fanny Bloc jako Alya Césaireová / Scarabella / Rena Rouge a Kaalki
- Alexandre Nguyen jako Nino Lahiffe / Želvák, Lê Chiến Kim / Král opic a Sass
- Martial Le Minoux jako Max Kanté / Pegas, Nooroo, Wayzz, Tom Dupain a Roger Raincomprix
- Marie Chevalot jako Chloé Bourgeoisová
- Clara Soares jako Kagami Tsurugiová / Ryuko, Lila Rossiová / Cerise / Iris Verdi a Pollen
- Gauthier Battoue jako Luka Couffaine / Zmiják
- Jessie Lambotte jako Barkk, Mylène Haprèleová / Polymyš, Caline Bustierová, Rose Lavillantová / Selella, Nadja Chamacková a Sabine Chengová
- Nathalie Homs jako Nathalie Sancoeurová
- Marie Nonnenmacher jako Longg, Sabrina Raincomprixová / Slečna Ohař, Juleka Couffaineová / Fialová tygřice a Alix Kubdelová / Canidívka / Zajda
- Gilbert Levy jako Adrienův bodyguard, Denis Damocles a starosta André Bourgeois
- Fily Keita jako Zoé Leeová / Černé kotě / Vesperia
- Franck Tordjman jako Xuppu, Daizzi, Ivan Bruel / Minotaurox a Nathaniel Kurtzberg / Klukorožec
- William Coryn jako Trixx
- Thierry Kazazian jako Stompp
- Caroline Combes jako Roaar
- Céline Melloul jako Chlupáč a Ziggy

### Hostující postavy
- Philippe Roullier jako Alim Kubdel a zmrzlinář André
- Gilbert Levy jako Wang Fu a Robert „Bob“ Roth
- Frédérique Marlot jako Tomoe Tsurugiová
- Benjamin Bollen jako Félix Fathom / Argos
- Fanny Bloc jako Duusu
- Franck Tordjman jako Alec Cataldi, Jalil Kubdel a Xavier Ramier
- Alexandre Nguyen jako Marc Anciel / Kohouťák a Xavier-Yves „XY“ Roth
- Gauthier Battoue jako Su-Han
- Nathalie Homs jako paní Mendeleievová
- Philippe Candeloro jako Philippe (cameo)
- Marie Nonnenmacher jako Gimmi (kwami reality) a Manon Chamacková
- Thierry Kazazian jako Gimmi (kwami reality)

## Seznam dílů
| Č. v seriálu | Č. v řadě | Původní název                                                                            | Český název                                | Režie                                                               | Scénář                                                           | Premiéra ve Francii | Premiéra v ČR      | Prod. kód |
| --- | --------- | ---------------------------------------------------------------------------------------- | ------------------------------------------ | ------------------------------------------------------------------- | ---------------------------------------------------------------- | ------------------- | ------------------ | --------- |
| 105 | 1         | Evolution Évolution                                                                      | Evoluce                                    | Thomas Astruc, Wilfried Pain, Jun Violet, Cyril Adam a Nicolas Hess | Thomas Astruc, Mélanie Duval, Fred Lenoir a Sébastien Thibaudeau | 24. října 2022      | 21. listopadu 2022 | 501       |
| Poté, co vykradl Kouzelnou bednu se Lišaj promění v Monarchu a pomocí Králičího mirákula se vrátí do minulosti do momentu, kdy jsou Kouzelná Beruška a Černý kocour oba bezmocní, aby získal jejich mirákula. - Tato epizoda měla světovou premiéru 13. června 2022 v Brazílii na stanici Gloob. - Francouzská verze byla poprvé vysílána 17. října 2022 ve Francii na stanici MYTF1 MAX. |           |                                                                                          |                                            |                                                                     |                                                                  |                     |                    |           |
| 106 | 2         | Multiplication                                                                           | Multiplikace                               | Thomas Astruc, Wilfried Pain, Jun Violet, Cyril Adam a Nicolas Hess | Thomas Astruc, Mélanie Duval, Fred Lenoir a Sébastien Thibaudeau | 25. října 2022      | 22. listopadu 2022 | 502       |
| Marinette se rozhodne vzdát své lásky k Adrienovi, aby se vyhnula dalším katastrofám a zaměřila se na přípravu na bitvu s Monarchou, ale dny plynou a žádní zakumatizovaní padouši se zatím neobjevili. Vzdal to Monarcha? - Tato epizoda měla světovou premiéru 20. června 2022 v Brazílii na stanici Gloob. |           |                                                                                          |                                            |                                                                     |                                                                  |                     |                    |           |
| 107 | 3         | Destruction                                                                              | Destrukce                                  | Thomas Astruc, Wilfried Pain, Jun Violet, Cyril Adam a Nicolas Hess | Thomas Astruc, Mélanie Duval, Fred Lenoir a Sébastien Thibaudeau | 26. října 2022      | 23. listopadu 2022 | 503       |
| Co kdyby se splnila nejhorší noční můra Berušky? Co když se Monarchovi podaří přimět kwamiho, který zná adresu Berušky, aby ho dovedl k ní? Nešťastná malá stvoření by neměla jinou možnost, než ho poslechnout... A pokud se Monarcha objeví v domě Marinette, podaří se jí uniknout? - Tato epizoda měla světovou premiéru 17. října 2022 v Brazílii na stanici Gloob. |           |                                                                                          |                                            |                                                                     |                                                                  |                     |                    |           |
| 108 | 4         | Jubilation                                                                               | Radost                                     | Thomas Astruc, Wilfried Pain, Jun Violet, Cyril Adam a Nicolas Hess | Thomas Astruc, Mélanie Duval, Fred Lenoir a Sébastien Thibaudeau | 27. října 2022      | 24. listopadu 2022 | 504       |
| Marinette je překvapená, když zjistí, že bývalá spolužačka Socqueline se vydává za Berušku. Snaží se jí rozmluvit, aby se vystavila nebezpečí, ale Monarcha, přesvědčená, že ona je skutečná Beruška, si pro Socqueline přijde. Pověřuje akumatizovaného padoucha sílu talismanu triumfu, který lidem ukazuje jejich největší touhy. Podaří se skutečné Berušce a Černému kocourovi uniknout tomuto nebezpečí? - Tato epizoda měla světovou premiéru 24. října 2022 v Brazílii na stanici Gloob. |           |                                                                                          |                                            |                                                                     |                                                                  |                     |                    |           |
| 109 | 5         | Determination Détermination                                                              | Odhodlání                                  | Thomas Astruc, Wilfried Pain, Jun Violet, Cyril Adam a Nicolas Hess | Thomas Astruc, Mélanie Duval, Fred Lenoir a Sébastien Thibaudeau | 28. října 2022      | 28. listopadu 2022 | 506       |
| Marinette a Adrien přemýšlí o svých pocitech. Zatímco se Marinette snaží přesvědčit sama sebe, že musí přestat být do Adriena zamilovaná, protože ji to odvádí od její role superhrdinky, zjišťuje, že chová city k jinému chlapci, který se v poslední době hodně změnil... Pokud jde o Adriena, stále více se zajímá o Marinette. Co když byla víc než jen kamarádka? Netuší, že pozváním Marinette se chystá rozpoutat smršť pocitů, které změní jejich životy... |           |                                                                                          |                                            |                                                                     |                                                                  |                     |                    |           |
| 110 | 6         | Passion                                                                                  | Vášeň                                      | Thomas Astruc, Wilfried Pain, Jun Violet, Cyril Adam a Nicolas Hess | Thomas Astruc, Mélanie Duval, Fred Lenoir a Sébastien Thibaudeau | 31. října 2022      | 29. listopadu 2022 | 507       |
| Zatímco se Marinette snaží přesvědčit sama sebe, že miluje Černého kocoura, aby se pokusila zapomenout na Adriena. Adrien, který se vzdal lásky do Berušky, se snaží najít způsob, jak Marinette oznámit své city. Jak se v jejich životech všechno obrátí vzhůru nohama. Beruška a Černý kocour si vymění svá mirákula, aby unikli nelítostnému padouchovi. Ale návrat Berušáka udělá věci v srdci Černé kočce ještě více zmatené. |           |                                                                                          |                                            |                                                                     |                                                                  |                     |                    |           |
| 111 | 7         | Reunion Réunion                                                                          | Shledání                                   | Thomas Astruc, Wilfried Pain, Jun Violet, Cyril Adam a Nicolas Hess | Thomas Astruc, Mélanie Duval, Fred Lenoir a Sébastien Thibaudeau | 1. listopadu 2022   | 30. listopadu 2022 | 508       |
| Při návštěvě muzea Louvre učiní Marinette dvojí objev. Nejprve si uvědomí, že její kamarádka Alix, které svěřila kraličí mirákulum, našla způsob, jak komunikovat se svými milovanými, aniž by vkročila do přítomnosti. Za druhé, Marinette se dozvídá, že ona sama může používat svou kwagatamu ke komunikaci se vzpomínkami bývalých držitelů mirákul. Pomůže jí to uniknout z pasti, kterou na ni Monarch nachystal? |           |                                                                                          |                                            |                                                                     |                                                                  |                     |                    |           |
| 112 | 8         | Illusion                                                                                 | Iluze                                      | Thomas Astruc, Wilfried Pain, Jun Violet, Cyril Adam a Nicolas Hess | Thomas Astruc, Mélanie Duval, Fred Lenoir a Sébastien Thibaudeau | 2. listopadu 2022   | 25. listopadu 2022 | 505       |
| I když mu Beruška už nemůže svěřit mirákula Nino chce dál pomáhat superhrdinům a Černému kocourovi. Rozhodne se ve škole vytvořit síť odporu. První misí tajné organizace je zjistit, jak funguje Monarchova nová síla, a to záměrným spuštěním akumatizace. Ale první členové resistance, Marinette, Adrien a Alya, nejsou přesvědčeni. Souhlasila by Beruška a Černý Kocour s takovým plánem? |           |                                                                                          |                                            |                                                                     |                                                                  |                     |                    |           |
| 113 | 9         | Elation Exaltation                                                                       | Nadšení                                    | Thomas Astruc, Wilfried Pain, Jun Violet, Cyril Adam a Nicolas Hess | Thomas Astruc, Mélanie Duval, Fred Lenoir a Sébastien Thibaudeau | 3. listopadu 2022   | 22. května 2023    | 509       |
| Když Beruška pronásleduje Černého kocoura, uteče před ní. Když Adrien pronásleduje Marinette, ta mu uteče. Tikki a Alya jsou čím dál znepokojenější, když sledují pohyby Marinette: hledá její kamarádka další záminku, aby utekla od svých citů k Adrienovi nebo se opravdu zamilovala do kluka? Když se zkříží cestu se zmrzlinářem Andrem, jehož zmrzlina by měla znát a odhalit tajemství lásky, Marinette a Černý kocour učiní mrazivý objev, který jim zamrazí srdce! |           |                                                                                          |                                            |                                                                     |                                                                  |                     |                    |           |
| 114 | 10        | Transmission (The Kwamis' Choice - Part 1) Transmission (Le Choix des Kwamis - Partie 1) | Přenos (Rozhodnutí kwamiů: První část)     | Thomas Astruc, Wilfried Pain, Jun Violet, Cyril Adam a Nicolas Hess | Thomas Astruc, Mélanie Duval, Fred Lenoir a Sébastien Thibaudeau | 2. dubna 2023       | 23. května 2023    | 510       |
| Pokaždé je to to samé. Ať už je to Marinette a Adrien nebo Beruška a Černý kocour, nikdy nemohou mít romatický vztah kvůli jejich tajné identitě. Tikki a Plagg jsou nešťastní, když vidí své majitele tak smutné, že jsou nuceni vzdát se svých citů. Kwamiové poté učiní radikální volbu, která v Paříži změní mnoho věcí... - Je to první část speciálu "Rozhodnutí kwamiů". - Tato epizoda měla světovou premiéru 12. prosince 2022 v Brazílii na stanici Gloob. - Francouzská verze byla poprvé vysílána 11. února 2023 ve Švýcarsku. |           |                                                                                          |                                            |                                                                     |                                                                  |                     |                    |           |
| 115 | 11        | Deflagration (The Kwamis' Choice - Part 2) Déflagration (Le Choix des Kwamis - Partie 2) | Deflagrace (Rozhodnutí kwamiů: Druhá část) | Thomas Astruc, Wilfried Pain, Jun Violet, Cyril Adam a Nicolas Hess | Thomas Astruc, Mélanie Duval, Fred Lenoir a Sébastien Thibaudeau | 2. dubna 2023       | 24. května 2023    | 511       |
| Osvobodí Berušku a Kocoura od jejich superhrdinských misí a svěří svá mirákula do rukou nových majitelů! Budou schopní bojovat s Monarchem? Využijí Marinette a Adrien konečně příležitost vyznat svou lásku? - Je to druhá a poslední část speciálu "Rozhodnutí kwamiů". - Tato epizoda měla světovou premiéru 10. února 2023 v Brazílii na stanici Gloob. - Francouzská verze byla poprvé vysílána 18. února 2023 ve Švýcarsku. |           |                                                                                          |                                            |                                                                     |                                                                  |                     |                    |           |
| 116 | 12        | Perfection                                                                               | Dokonalost                                 | Thomas Astruc, Wilfried Pain, Jun Violet, Cyril Adam a Nicolas Hess | Thomas Astruc, Mélanie Duval, Fred Lenoir a Sébastien Thibaudeau | 9. dubna 2023       | 25. května 2023    | 512       |
| Co by Marinette dělala bez svých přátel? Celá sestra se rozhodla udělat vše pro to, aby se konečně sblížila s Adrienem. Tentokrát jde všechno. Ale Marinette ví, jak překvapovat, znovu a znovu! Zvlášť, když jí nikdo nic neřekl a nikdo neví, že také přišla s jedinečným plánem, jak se pokusit Adrienovi říct, jak se cítím. Všichni jsou v tom, aby věci zjistili, že je lepší říct jasně svým přátelům, pokud nechcete způsobit nedorozumění... které by mohlo vést k akumatizaci někoho! - Tato epizoda měla světovou premiéru 21. listopadu 2022 v Brazílii na stanici Gloob.                                                                                               |           |                                                                                          |                                            |                                                                     |                                                                  |                     |                    |           |
| 117 | 13        | Migration                                                                                | Migrace                                    | Thomas Astruc, Wilfried Pain, Jun Violet, Cyril Adam a Nicolas Hess | Thomas Astruc, Mélanie Duval, Fred Lenoir a Sébastien Thibaudeau | 16. dubna 2023      | 26. května 2023    | 513       |
| Luka má mnoho stran. Jasně, je to Julečin bratr dvojče, ale je také jako velký bratr pro své přátele, včetně Marinette a Adriena. Oba se rádi nechají poradit, protože jim Luka vždy dá inspirativní citát. A konečně, Luka je kytaristou skupiny Čiči sekce a synem celebrity. A tato stránka Luky vzbudí zájem majitele labelu Boba Rotha, který je na to připraven. - Tato epizoda měla světovou premiéru 13. dubna 2023 v Brazílii na stanici Gloob. |           |                                                                                          |                                            |                                                                     |                                                                  |                     |                    |           |
| 118 | 14        | Derision Dérision                                                                        | Posměch                                    | Thomas Astruc, Wilfried Pain, Jun Violet, Cyril Adam a Nicolas Hess | Thomas Astruc, Mélanie Duval, Fred Lenoir a Sébastien Thibaudeau | 16. dubna 2023      | 29. května 2023    | 514       |
| Jak to vypadá, že se Marinette konečně chystá na normální rande s Adrienem, začne kupodivu trpět opakovanými záchvaty paniky. Nechápe proč a začíná to ohrožovat její vztah s tím, koho miluje. A vytváří emocionální situaci, která by z ní mohla udělat dokonalý cíl pro Monarcha! Co když odpověď na její problémy leží v její vlastní minulosti? V době, kdy Marinette nebyla Marinette, kterou známe dnes... - Tato epizoda měla světovou premiéru 14. dubna 2023 v Brazílii na stanici Gloob. |           |                                                                                          |                                            |                                                                     |                                                                  |                     |                    |           |
| 119 | 15        | Intuition                                                                                | Intuice                                    | Thomas Astruc, Wilfried Pain, Jun Violet, Cyril Adam a Nicolas Hess | Thomas Astruc, Mélanie Duval, Fred Lenoir a Sébastien Thibaudeau | 23. dubna 2023      | 30. května 2023    | 515       |
| Monarch má opravdu smůlu, pokud jde o sílu intuice. Bud'se Beruščiny magické talismany neustále přizpůsobujou situaci, nebo nepředvídatelnost Černého kocoura vše zkazí na poslední chvíli! Ale když se technologie Tsurugiové rozhodnou otestovat svůj nový vesmírný letoun. Monarch cítí jedinečnou příležitost získat druhou šanci. Je připraven udělat cokoli, i kdyby to znamenalo, že by to mohla být jeho poslední šance, jak se zmocnit mirákula. |           |                                                                                          |                                            |                                                                     |                                                                  |                     |                    |           |
| 120 | 16        | Protection                                                                               | Ochrana                                    | Thomas Astruc, Wilfried Pain, Jun Violet, Cyril Adam a Nicolas Hess | Thomas Astruc, Mélanie Duval, Fred Lenoir a Sébastien Thibaudeau | 30. dubna 2023      | 31. května 2023    | 516       |
| Když přichází s dalším překomplikovaným plánem, jak dát Marinette a Adriena dohromady, Lila nabízí svůj talent k manipulaci, aby přesvědčila Kagamiho, že Marinette je lhářka, která zneužívá laskavosti všech ostatních. Šokovaný Kagami je akumatizován do Riposty Prime. Leží do Marinette právě ve chvíli, kdy se Adrienovi konečně podařilo přijet ji, aby se v něm cítit pohodlně. Zničí Lilin přátelství mezi Kagami, Marinette a Adrienem? - Tato epizoda měla světovou premiéru 28. listopadu 2022 v Brazílii na stanici Gloob. - Francouzská verze byla poprvé vysílána 29. ledna 2023 v kanadském Québecu.                                                               |           |                                                                                          |                                            |                                                                     |                                                                  |                     |                    |           |
| 121 | 17        | Adoration                                                                                | Adorace                                    | Thomas Astruc, Wilfried Pain, Jun Violet, Cyril Adam a Nicolas Hess | Thomas Astruc, Mélanie Duval, Fred Lenoir a Sébastien Thibaudeau | 7. května 2023      | 1. června 2023     | 517       |
| Když jsou Marinette a Zoé vybrány, aby zorganizovaly večírek na konci školního roku. Marinette se dozví, že Zoé je tajně zamilovaná do někoho v deváté třídě ve škole. Zoé říká, že o tom nemůže mluvit. Pro Marinette to může znamenat jediné: Zoé je zamilovaná do Adriena! Než však zjistí, zda má pravdu, nebo ne, pokusí se se společným nepřítelem dívek jejich krásné přátelství zničit... - Tato epizoda měla světovou premiéru 28. března 2023 v Brazílii na stanici Gloob. |           |                                                                                          |                                            |                                                                     |                                                                  |                     |                    |           |
| 122 | 18        | Emotion Émotion                                                                          | Emoce                                      | Thomas Astruc, Wilfried Pain, Jun Violet, Cyril Adam a Nicolas Hess | Thomas Astruc, Mélanie Duval, Fred Lenoir a Sébastien Thibaudeau | 14. května 2023     | 2. června 2023     | 518       |
| Adrien se musí zúčastnit Diamonds' Dance organizovaného jeho otcem a paní Tsurugiové. Bude králem plesu po boku Kagami, která byla tímto rokem vybrána královnou Roku. Adrien ani Kagami nechtějí jít, ale jsou to jen teenageři, kteří nedokážou neuposlechnout příkazů svých rodičů. Když zjistí, že se jí Adrien o tanci neodvážil říct, Marinette se rozhodne jít také. Jak ale vstoupí na tak soukromou akci, kde se zdá, že není vůbec vítána? - Tato epizoda měla světovou premiéru 21. listopadu 2022 v Brazílii na stanici Gloob. - Francouzská verze byla poprvé vysílána 4. února 2023 v kanadském Québecu.                                                              |           |                                                                                          |                                            |                                                                     |                                                                  |                     |                    |           |
| 123 | 19        | Action                                                                                   | Akce                                       | Thomas Astruc, Wilfried Pain, Jun Violet, Cyril Adam a Nicolas Hess | Thomas Astruc, Mélanie Duval, Fred Lenoir a Sébastien Thibaudeau | 17. září 2023       | 23. listopadu 2023 | 527       |
| Marinette, Adrien a jejich přátelé chtějí aktivně bojovat proti plastovému znečištění v Paříži. Dobrodružství vede Marinette k tomu, aby si uvědomila, že skupina by se měla pokusit vyřešit problém u jeho kořenů tím, že se pokusí osobně setkat s největším výrobcem plastů a přesvědčit ho, aby změnil své návyky – ale superpadouch Monarch má jiné plány. - Tato epizoda měla světovou premiéru 10. září 2023 ve Švýcarsku na stanici RTS Un. |           |                                                                                          |                                            |                                                                     |                                                                  |                     |                    |           |
| 124 | 20        | Pretention Prétention                                                                    | Ambice                                     | Thomas Astruc, Wilfried Pain, Jun Violet, Cyril Adam a Nicolas Hess | Thomas Astruc, Mélanie Duval, Fred Lenoir a Sébastien Thibaudeau | 23. října 2023      | 20. listopadu 2023 | 519       |
| Přesvědčen, že Gabrielův chlad k němu pramení z nedorozumění. Marinette se rozhodne mít od srdce k srdci svého otce chlapce, kterého miluje a její výjimečná odvaha inspiruje jeho přítelkyni Kagami! I ona by ráda otevřela dveře do srdce své stále velící mámy! Bohužel, rozhovor náhle skončí, když se nečekaný host vrátí a odpálí Kagamiho! Kdo je tento tajemný host? Zachrání Beruška a Černý kocour Kagami? A budou mít Marinette a Adrien někdy šanci se svobodně milovat? - Tato epizoda měla světovou premiéru 30. prosince 2022 v Brazílii na stanici Gloob. - Francouzská verze byla poprvé vysílána 20. května 2023 ve Švýcarsku na stanici RTS Un.                  |           |                                                                                          |                                            |                                                                     |                                                                  |                     |                    |           |
| 125 | 21        | Revelation Révélation                                                                    | Odhalení                                   | Thomas Astruc, Wilfried Pain, Jun Violet, Cyril Adam a Nicolas Hess | Thomas Astruc, Mélanie Duval, Fred Lenoir a Sébastien Thibaudeau | 24. října 2023      | 21. listopadu 2023 | 520       |
| Lila je dokonalá lhářka. Tento zlý talent jí umožnil, aby ji všichni milovali, a dokonce ji najal sám Gabriel Agreste. Ale to, že se Marinette a Adrien sbližují, nutí chlapcova otce jmenovat Kagami jako novou tvář své značky, což Lilu rozzuřilo. Použila incident ve třídě k tomu, aby vyzvala k novým volbám, aby nahradila Marinette jako zástupce třídy. Ale kampaň se pokazí, k velké radosti Monarch. Navlékněte zlehka, protože s Lilou věci více než často nejsou takové, jak se zdají... - Tato epizoda měla světovou premiéru 30. prosince 2022 v Brazílii na stanici Gloob. - Francouzská verze byla poprvé vysílána 20. května 2023 ve Švýcarsku na stanici RTS Un. |           |                                                                                          |                                            |                                                                     |                                                                  |                     |                    |           |
| 126 | 22        | Confrontation                                                                            | Konfrontace                                | Thomas Astruc, Wilfried Pain, Jun Violet, Cyril Adam a Nicolas Hess | Thomas Astruc, Mélanie Duval, Fred Lenoir a Sébastien Thibaudeau | 25. října 2023      | 22. listopadu 2023 | 521       |
| Školní přestávka se blíží, střední škola brzy skončí! Studenti si musí vybrat kurz před schůzkou učitele a třídy, což je významný krok, který určí jejich budoucnost! A na obranu středoškolských ambicí svých spolužáků: noví zástupci třídy, Lila a Chloé, Marinette a Adrien si dělají starosti. Jaký bude další zlý plán těchto dvou spratků, o kterých teď všichni věří, že jsou hodní? - Tato epizoda měla světovou premiéru 27. května 2023 ve Švýcarsku na stanici RTS Un. |           |                                                                                          |                                            |                                                                     |                                                                  |                     |                    |           |
| 127 | 23        | Collusion                                                                                | Koluze                                     | Thomas Astruc, Wilfried Pain, Jun Violet, Cyril Adam a Nicolas Hess | Thomas Astruc, Mélanie Duval, Fred Lenoir a Sébastien Thibaudeau | 26. října 2023      | 24. listopadu 2023 | 522       |
| Blíží se konec školního roku a schyluje se k povstání. Monarch nemá čas ani volbu: rozhodne se realizovat plán, který je nebezpečný pro jeho tajnou identitu... a extrémně nebezpečný i pro Berušku a Černého kocoura. Aniž by to věděli, darebák získá pomoc od Cerise, která v zákulisí ovládá podlejší Chloé. Pokud jde o Marinette, neví, že se jí Adrien neodváží prozradit děsivé tajemství, které by mohlo navždy ohrozit jejich vztah. - Tato epizoda měla světovou premiéru 27. května 2023 ve Švýcarsku na stanici RTS Un. |           |                                                                                          |                                            |                                                                     |                                                                  |                     |                    |           |
| 128 | 24        | Revolution Révolution                                                                    | Revoluce                                   | Thomas Astruc, Wilfried Pain, Jun Violet, Cyril Adam a Nicolas Hess | Thomas Astruc, Mélanie Duval, Fred Lenoir a Sébastien Thibaudeau | 27. října 2023      | 27. listopadu 2023 | 523       |
| Chloé je nyní mocnější než kdy jindy a díky ní i Monarch. Beruška a Černý kocour přemýšlí o svých superschopnostech, aniž by tušili, že se právě dostali do zlé pasti. - Tato epizoda měla světovou premiéru 17. června 2023 ve Švýcarsku na stanici RTS Un. |           |                                                                                          |                                            |                                                                     |                                                                  |                     |                    |           |
| 129 | 25        | Representation Représentation                                                            | Zpodobnění                                 | Thomas Astruc, Wilfried Pain, Jun Violet, Cyril Adam a Nicolas Hess | Thomas Astruc, Mélanie Duval, Fred Lenoir a Sébastien Thibaudeau | 31. října 2023      | 28. listopadu 2023 | 524       |
| Když Adrien neposlechne svého otce, aby šel najít Marinette, Gabriel se akumatizuje, aby našel svého syna. Mezitím si je Marinette jistá, že ji Adrien hledá. Když si myslí, že se přidává k chlapci, kterého miluje, objeví tajemství, na které by ji nic nemohlo připravit. - Tato epizoda měla světovou premiéru 10. června 2023 v kanadském Québecu na stanici Télé-Québec. |           |                                                                                          |                                            |                                                                     |                                                                  |                     |                    |           |
| 130 | 26        | Conformation (The Last Day - Part 1) Conformation (Le Dernier Jour - Partie 1)           | Konformace (Poslední den - První část)     | Thomas Astruc, Wilfried Pain, Jun Violet, Cyril Adam a Nicolas Hess | Thomas Astruc, Mélanie Duval, Fred Lenoir a Sébastien Thibaudeau | 1. listopadu 2023   | 29. listopadu 2023 | 525       |
| Monarch právě umístil poslední figurky svého zlotřilého plánu na svou šachovnici zla. Už nemá co ztratit, protože dnes to bude jeho poslední den. Plán, který zavedl, je ambicióznější než kdy předtím. Globální, nemilosrdný, radikální. Pokud by se mu nepodařilo zmocnit se Beruščino a kocourovo mirákulum, svět by žil navždy v chaosu. Obětí tohoto plánu se již stala nic netušící Marinette a Adrien. Jsou Beruška a Černý kocour odsouzeny k záhubě? Vyhraje nakonec Monarch? - Je to první část speciálu "Poslední den". - Tato epizoda měla světovou premiéru 1. července 2023 ve Švýcarsku na stanici RTS Un.                                                           |           |                                                                                          |                                            |                                                                     |                                                                  |                     |                    |           |
| 131 | 27        | Re-creation (The Last Day - Part 2) Re-création (Le Dernier Jour - Partie 2)             | Znovuvytvoření (Poslední den - Druhá část) | Thomas Astruc, Wilfried Pain, Jun Violet, Cyril Adam a Nicolas Hess | Thomas Astruc, Mélanie Duval, Fred Lenoir a Sébastien Thibaudeau | 1. listopadu 2023   | 30. listopadu 2023 | 526       |
| Monarchův konečný plán je v pohybu. Zdá se, že už ho nic nemůže zastavit. Zvláště uvážíme-li, že zatímco svět upadá do chaosu, superpadouch právě uvěznil Berušku osobně. - Je to druhá a poslední část speciálu "Poslední den". - Tato epizoda měla světovou premiéru 1. července 2023 ve Švýcarsku na stanici RTS Un. |           |                                                                                          |                                            |                                                                     |                                                                  |                     |                    |           |